# كالفين جاكسون (موسيقي)
كالفين جاكسون (بالإنجليزية: Calvin Jackson)‏ هو موسيقي أمريكي، ولد في 22 يناير 1961، وتوفي في 10 فبراير 2015.

## وصلات خارجية
- كالفين جاكسون على موقع IMDb (الإنجليزية)
- كالفين جاكسون على موقع ميوزك برينز (الإنجليزية)
- كالفين جاكسون على موقع ديسكوغز (الإنجليزية)